# Meelis Rooba
Meelis Rooba (* 20. April 1977 in Roosna-Alliku) ist ein ehemaliger estnischer Fußballspieler, der nach seinem Karriereende 2010 als Trainer arbeitet. Er ist der ältere Bruder von Urmas Rooba.

## Karriere

### Verein
Meelis Rooba besuchte die Grundschule in seiner Geburtsstadt Roosna-Alliku. Zusammen mit seinem Bruder Urmas begann er in den 80er-Jahren mit dem Fußballspielen. In der Rückrunde der Saison 1994/95, sollte er seine erste Spielzeit als Profi beim Lelle SK absolvieren können. Im weiteren Karriereverlauf spielte er für den FC Flora Tallinn und JK Tulevik Viljandi mit einer weiteren zwischen Station in Lelle. Ab dem Jahr 2000 spielte er wieder für Flora mit dem er zwischen den 2001 und 2004 drei Meistertitel und Supercup erfolge feiern konnte. Danach stand er beim unterklassigen Operi JK unter Vertrag um seine Laufbahn ausklingen zulassen, entschloss sich allerdings noch dazu zwei Jahre für Paide Linnameeskond aktiv zu bleiben.

### Nationalmannschaft
Meelis Rooba debütierte für die Estnische Fußballnationalmannschaft während des Baltic Cups 1996 in seinem Heimatland gegen Lettland. Im selben Jahr konnte er den ersten Treffer für das Nationalteam gegen Finnland feiern. Für die Auswahl seines Heimatlandes kam er zwischen 1996 und 2004 auch in Qualifikationsspielen für Europa- und Weltmeisterschaften zum Einsatz. Des Weiteren nahm er mit der Nationalmannschaft am Baltic Cup 1997, 1998, 2001 und 2003 teil, wobei ihm ein Titel mit Estland verwehrt wurde. Das letzte von insgesamt 50 Länderspielen absolvierte Rooba im April 2004 gegen Albanien im heimischen Lilleküla staadion von Tallinn.

### Trainer
Im Sommer 2010 trat er das Traineramt von Paide Linnameeskond in der Meistriliiga an.

## Erfolge
mit dem FC Flora Tallinn:
- Estnischer Meister: 2001, 2002, 2003
- Estnischer Supercup: 2002, 2003, 2004